# Hello (梁心頤專輯)
《HELLO 梁心頤》為台灣歌手梁心頤發行第一張個人專輯。

## 曲目
1. Everything （美國棉年度主題曲）（第一波主打）
2. 胡椒與鹽 （中視--流氓校長插曲）（第三波主打）
3. 我不再怕 （MOD灰姑娘的姐姐片尾曲）（第二波主打）
4. 當秋天遇上秋天 （公益廣告曲）（第五波主打）
5. 因為你
6. 竹籬笆 （中視--流氓校長插曲）
7. John
8. 貝殼
9. Crescent City
10. 小樹 （中視--流氓校長插曲）（第四波主打）
11. 奇妙